# Ksaverove, Horodîșce
Ksaverove (în ucraineană Ксаверове) este o comună în raionul Horodîșce, regiunea Cerkasî, Ucraina, formată numai din satul de reședință.

## Demografie
Componența lingvistică a comunei Ksaverove
     Ucraineană (97,39%)
     Rusă (1,3%)
     Alte limbi (0,37%)
Conform recensământului din 2001, majoritatea populației comunei Ksaverove era vorbitoare de ucraineană (97,39%), existând în minoritate și vorbitori de rusă (1,3%).